# Forbundsdagsvalget 1990
Forbundsdagsvalget i Tyskland i 1990 blev afholdt den 2. december 1990 og var det første frie fællestyske valg siden 1933 til Forbundsdagen. Valget fandt sted kort tid efter den tyske genforening. Det var det første valg til Forbundsdagen, hvor borgerne i det tidligere DDR og borgerne i Berlin kunne deltage.

## Resultater
Euforien som fulgte genforeningen gav de regerende partier (CDU/CSU og FDP) en betydelig fordel i både Vesttyskland og det tidligere DDR. Helmut Kohl blev genvalgt som kansler og regeringspartierne fik øget opbakning.
Ved dette valg blev spærregrænsen brugt separat på den nye og den gamle dele af Forbundsrepublikken. Partier som opstillede til valg i begge dele af landet og kom over spærregrænsen i bare én af delene, blev repræsenteret med de mandater som tilsvarede den totale stemmeandel.
På grund af denne regel kom afløseren for DDR’s tidligere regeringsparti SED, PDS (Partiet for demokratisk socialisme) ind i Forbundsdagen, selv om de i alt fik mindre end 5 % af stemmerne. På den anden siden faldt De grønne fra det tidligere Vesttyskland ud af Forbundsdagen, selv om de samlet set fik over 5 %. Grunden var, at De grønne i det gamle Vest- og Øst-Tyskland ikke havde fusioneret før valget, ligesom de reklamerede med to partier (Die Grünen i vest og Bündnis 90/Die Grünen i øst), hvoraf kun østpartiet passerede spærregrænsen. PDS fik 1.003.631 stemmer i det tidligere DDR (888.698 færre end ved det sidste Volkskammervalg)  og 125.947 i Vesttyskland, hvor en politiker (Ulla Jelpke), som repræsenterede Nordrhein-Westfalen, blev valgt ind for partiet.
|  | Parti            | Partilistestemmer | Procent (ændring1) | Procent (ændring1) | Procent (ændring1) | Pladser (ændring1) | Pladser (ændring1) | Pladser (ændring1) | Procent af pladser |
|  | ---------------- | ----------------- | ------------------ | ------------------ | ------------------ | ------------------ | ------------------ | ------------------ | ------------------ |
|  | CDU              | 17 055 116        | 36,7 %             | +2,3 %             | −0,8%              | 268                | +94                | +20                | 40,5 %             |
|  | SPD              | 15 545 366        | 33,5 %             | −3,5 %             | ±0,0 %             | 239                | +53                | +13                | 36,1 %             |
|  | FDP              | 5 123 233         | 11,0 %             | +1,9 %             | +2,8 %             | 79                 | +33                | +22                | 11,9 %             |
|  | CSU              | 3 302 980         | 7,1 %              | −2,7 %             | −0,4 %             | 51                 | +2                 | +2                 | 7,7 %              |
|  | De grønne (vest) | 1 788 200         | 3,8 %              | −4,5 %             | −2,5 %             | 0                  | −42                | −41                | 0,0 %              |
|  | PDS              | 1 129 578         | 2,4 %              | +2,4 %             | −1,4 %             | 17                 | +17                | −7                 | 2,6 %              |
|  | REP              | 987 269           | 2,1 %              | +2,1 %             | +2,1 %             | 0                  | ±0                 | ±0                 | 0,0 %              |
|  | De grønne (øst)  | 559 207           | 1,2 %              | +1,2 %             | +0,1 %             | 8                  | +8                 | +1                 | 1,2 %              |
|  | DSU              | 89 008            | 0,2 %              | +0,2 %             | −1,3 %             | 0                  | ±0                 | −8                 | 0,0 %              |
|  | Andre            | 1 863 084         | 4,0 %              |                    |                    | 0                  |                    | −3                 | 0,0 %              |
|  | Totalt           | 46 455 772        | 100,0 %            |                    |                    | 662                | +165               | −1                 | 100,0 %            |

1 Der er angivet to ændringer. Den første kolonne angiver ændringerne i forhold til det foregående valg til Forbundsdagen. Den andre kolonner med kursive tal sætter ændringen i forhold til sammensætningen af Forbundsdagen umiddelbart før valget i 1990. Grundene til de til dels store afvigere er:
- Som en del af foreningstraktaten mellem DDR og Forbundsrepublikken Tyskland var staterne blevet enig om at DDRs Folkekammer (Volkskammer) skulle sende 144 repræsentanter til Forbundsdagen fra og med den 3. oktober 1990. Disse repræsentanter var blevet valgt af Folkekammeret den 28. september 1990 i tråd med Folkekammerets sammensætning efter Volkskammervalget den 18. marts 1990.
- Borgere fra  Vestberlin havde tidligere ikke haft stemmeret ved valg til Forbundsdagen. Grunden var at Vestberlin var underlagt direkte kommando fra de allierede og derfor officielt ikke var del af Forbundsrepublikken. I stedet for sendte Vestberlins delstatsparlament (Abgeordnetenhaus) 22 repræsentanter til Forbundsdagen som havde tale-, men ikke stemmeret. Fra og med den 8. juni 1990 havde de imidlertid fået fulde parlamentariske rettigheder.
- Desuden havde tre medlemmer af De grønne forladt partiet i løbet af Forbundsdagens seneste valgperiode. Disse var efter dette partiløse. (Derfor taber «Andre» tre mandater i tabellen over.)